# Чемпионат России по хоккею с мячом 2007/2008
16-й чемпионат России по хоккею с мячом проходил с 21 октября 2007 года по 22 марта 2008 года с участием 21-й команды высшей лиги. Сыграно 284 матча, забито 2536 мячей.
Чемпионат прошёл в два этапа. На первом этапе команды были разделёны на две группы по территориальному принципу — Западную и Восточную. По итогам двухкруговых турниров по шесть лучших команд из каждой группы вышли во второй этап, где в двухкруговом турнире с разъездами разыграли места с 1-го по 12-е (команды, игравшие на первом этапе в одной группе, на втором матчей друг с другом не проводили).
Аналогично были разыграны места с 13-го по 20-е (команда «СКА-Забайкалец-Энергия» снялась с чемпионата). Команда, занявшая последнее место, по регламенту должна покинуть высшую лигу.

## Первый этап

### Западная группа
| М  | Западная группа                    | 1    | 2    | 3    | 4    | 5    | 6    | 7    | 8    | 9    | 10   | И  | В  | Н | П  | Мячи   | О  |
| -- | ---------------------------------- | ---- | ---- | ---- | ---- | ---- | ---- | ---- | ---- | ---- | ---- | -- | -- | - | -- | ------ | -- |
| 1  | «Динамо» (Москва)                  |      | 10:2 | 15:2 | 13:3 | 18:1 | 7:5  | 11:3 | 12:5 | 17:5 | 13:6 | 18 | 17 | 0 | 1  | 213:60 | 51 |
| 2  | «Зоркий» (Красногорск)             | 3:2  |      | 4:2  | 7:3  | 8:2  | 8:4  | 15:0 | 7:4  | 6:2  | 16:3 | 18 | 17 | 0 | 1  | 112:47 | 51 |
| 3  | «Ракета» (Казань)                  | 3:8  | 2:3  |      | 9:3  | 6:3  | 4:4  | 6:1  | 8:2  | 7:2  | 7:3  | 18 | 10 | 2 | 6  | 90:69  | 32 |
| 4  | «Уральский трубник» (Первоуральск) | 6:10 | 2:6  | 3:3  |      | 11:1 | 7:4  | 6:0  | 6:2  | 11:2 | 6:1  | 18 | 9  | 2 | 7  | 91:75  | 29 |
| 5  | «Волга» (Ульяновск)                | 3:15 | 0:2  | 3:1  | 2:2  |      | 5:2  | 7:2  | 3:2  | 6:3  | 6:2  | 18 | 8  | 2 | 8  | 61:93  | 26 |
| 6  | «Родина» (Киров)                   | 2:10 | 1:3  | 1:9  | 5:3  | 5:1  |      | 9:4  | 5:2  | 11:1 | 9:4  | 18 | 7  | 2 | 9  | 88:86  | 23 |
| 7  | «Старт» (Нижний Новгород)          | 3:11 | 3:4  | 4:2  | 3:4  | 6:4  | 7:6  |      | 6:3  | 3:0  | 6:2  | 18 | 7  | 0 | 11 | 57:96  | 21 |
| 8  | «Водник» (Архангельск)             | 0:9  | 3:6  | 4:6  | 6:4  | 3:3  | +:-  | 0:3  |      | 10:1 | 4:3  | 18 | 6  | 1 | 11 | 59:89  | 19 |
| 9  | «АМНГР-Мурман» (Мурманск)          | 7:15 | 3:6  | 3:8  | 0:5  | 3:5  | 5:5  | 3:2  | 4:5  |      | 4:1  | 18 | 2  | 1 | 15 | 50:130 | 7  |
| 10 | «Динамо-Сыктывкар» (Сыктывкар)     | 1:17 | 1:6  | 3:5  | 1:6  | 2:6  | 6:10 | 3:1  | 3:4  | 7:2  |      | 18 | 2  | 0 | 16 | 52:128 | 6  |

Результат матча «Водник» (Архангельск) − «Родина» (Киров) 4:6 был аннулирован из-за участия в составе команды «Родина» (Киров) незаявленного игрока Александра Дудина. Команде «Родина» (Киров) зачтено техническое поражение, а команде «Водник» (Архангельск), соответственно, победа.

### Восточная группа
| М  | Восточная группа                | 1    | 2   | 3    | 4   | 5   | 6   | 7    | 8    | 9    | 10   | 11   | И  | В  | Н | П  | Мячи   | О  |
| -- | ------------------------------- | ---- | --- | ---- | --- | --- | --- | ---- | ---- | ---- | ---- | ---- | -- | -- | - | -- | ------ | -- |
| 1  | «Кузбасс» (Кемерово)            |      | 6:2 | 9:2  | 6:3 | 4:2 | 6:2 | 10:2 | 12:4 | 10:3 | 7:3  |      | 18 | 17 | 0 | 1  | 124:40 | 51 |
| 2  | СКА-«Нефтяник» (Хабаровск)      | 2:0  |     | 11:1 | 6:4 | 6:2 | 4:2 | 12:3 | 11:0 | 9:3  | 12:2 | 10:2 | 18 | 15 | 2 | 1  | 114:39 | 47 |
| 3  | «Сибсельмаш» (Новосибирск)      | 2:4  | 3:3 |      | 1:0 | 5:2 | 6:1 | 5:2  | 2:2  | 6:1  | 5:1  |      | 18 | 10 | 3 | 5  | 60:-61 | 33 |
| 4  | «Енисей» (Красноярск)           | 3:8  | 1:2 | 7:2  |     | 6:4 | 6:5 | 5:0  | 4:3  | 8:1  | 5:2  |      | 18 | 10 | 1 | 7  | 73:54  | 31 |
| 5  | «Байкал-Энергия» (Иркутск)      | 2:7  | 1:9 | 7:2  | 3:2 |     | 8:2 | 5:5  | 5:2  | 4:1  | 7:3  |      | 18 | 9  | 1 | 7  | 68:69  | 28 |
| 6  | «Лесохимик» (Усть-Илимск)       | 1:5  | 1:1 | 1:4  | 2:2 | 3:4 |     | 4:1  | 4:1  | 5:0  | 4:3  |      | 18 | 5  | 2 | 11 | 47:65  | 17 |
| 7  | «Маяк» (Краснотурьинск)         | 1:6  | 3:5 | 3:4  | 4:2 | 4:2 | 5:4 |      | 6:2  | 3:4  | 3:4  | 11:3 | 18 | 5  | 1 | 2  | 57:86  | 16 |
| 8  | «Саяны» (Абакан)                | 3:5  | 2:4 | 2:2  | 2:5 | 5:6 | 5:1 | 4:3  |      | 9:2  | 3:2  |      | 18 | 4  | 3 | 11 | 51:78  | 15 |
| 9  | «СКА-Свердловск» (Екатеринбург) | 1:7  | 2:8 | 4:6  | 3:7 | 2:0 | 1:4 | 7:2  | 3:1  |      | 1:1  | 5:6  | 18 | 4  | 1 | 13 | 40:95  | 13 |
| 10 | «Металлург» (Братск)            | 2:12 | 3:7 | 1:2  | 0:3 | 1:4 | 3:1 | 1:7  | 1:1  | 5:1  |      |      | 18 | 3  | 2 | 13 | 38:85  | 11 |
| 11 | СКА «Забайкалец-Энергия» (Чита) | 2:10 | 3:4 | 1:5  | 2:3 |     | 5:4 |      | 1:4  |      |      |      |    |    |   |    |        |    |

Команда СКА «Забайкалец-Энергия» (Чита) после 9 туров снялась с соревнований, и её результаты аннулированы.

## Второй этап

### За 1—12-е места
| М  | Команда             | 1    | 2    | 3    | 4   | 5   | 6    | 7    | 8    | 9    | 10  | 11   | 12   | И  | В  | Н | П  | Мячи    | О  |
| -- | ------------------- | ---- | ---- | ---- | --- | --- | ---- | ---- | ---- | ---- | --- | ---- | ---- | -- | -- | - | -- | ------- | -- |
| 1  | «Динамо»            |      | 10:2 | 9:4  | 7:5 | 9:2 | 15:2 | 8:1  | 19:5 | 13:3 | 9:4 | 18:1 | 17:2 | 22 | 21 | 0 | 1  | 236:79  | 63 |
| 2  | «Зоркий»            | 3:2  |      | 10:3 | 8:4 | 6:1 | 4:2  | 7:0  | 14:6 | 7:3  | 8:1 | 8:2  | 10:0 | 22 | 18 | 0 | 4  | 122:60  | 54 |
| 3  | «Кузбасс»           | 5:11 | 5:3  |      | 6:1 | 6:2 | 7:8  | 9:2  | 4:2  | 8:6  | 6:3 | 10:3 | 6:2  | 22 | 16 | 0 | 6  | 129:88  | 48 |
| 4  | «Родина»            | 2:10 | 1:3  | 7:4  |     | 6:2 | 1:9  | 3:3  | 7:3  | 5:3  | 6:4 | 5:1  | 11:4 | 22 | 11 | 3 | 8  | 102:100 | 36 |
| 5  | «СКА-Нефтяник»      | 4:16 | 2:5  | 2:0  | 2:4 |     | 5:7  | 11:1 | 6:2  | 3:2  | 6:4 | 9:2  | 4:2  | 22 | 9  | 3 | 10 | 85:93   | 30 |
| 6  | «Ракета»            | 3:8  | 2:3  | 1:7  | 4:4 | 5:5 |      | 5:5  | 3:3  | 9:3  | 6:3 | 6:3  | 10:1 | 22 | 7  | 8 | 7  | 99:100  | 29 |
| 7  | «Сибсельмаш»        | 5:7  | 5:3  | 2:4  | 5:5 | 3:3 | 2:2  |      | 5:2  | 1:0  | 1:0 | 4:0  | 6:1  | 22 | 7  | 6 | 9  | 65:94   | 27 |
| 8  | «Байкал-Энергия»    | 7:9  | 6:3  | 2:7  | 4:6 | 1:9 | 7:3  | 7:2  |      | 6:5  | 3:2 | 10:4 | 8:2  | 22 | 8  | 1 | 13 | 101:134 | 25 |
| 9  | «Уральский трубник» | 6:10 | 2:6  | 3:4  | 7:4 | 6:3 | 3:3  | 6:3  | 8:3  |      | 5:5 | 11:1 | 11:1 | 22 | 7  | 3 | 12 | 105:104 | 24 |
| 10 | «Енисей»            | 4:7  | 3:5  | 3:8  | 4:6 | 1:2 | 5:5  | 7:2  | 6:4  | 4:3  |     | 12:5 | 5:2  | 22 | 5  | 3 | 14 | 85:111  | 18 |
| 11 | «Волга»             | 3:15 | 0:2  | 5:11 | 5:2 | 4:1 | 3:1  | 3:3  | 7:6  | 2:2  | 7:2 |      | 5:5  | 22 | 5  | 3 | 14 | 71:150  | 18 |
| 12 | «Лесохимик»         | 6:9  | 0:2  | 1:5  | 2:7 | 1:1 | 3:3  | 1:4  | 3:4  | 3:7  | 2:2 | 7:5  |      | 22 | 1  | 4 | 17 | 54:141  | 7  |

Курсивом отмечены результаты матчей первого этапа, идущие в зачёт второго

### За 13—20-е места
| М  | Команда            | 13  | 14  | 15  | 16  | 17  | 18   | 19  | 20  | И  | В  | Н | П | Мячи  | О  |
| -- | ------------------ | --- | --- | --- | --- | --- | ---- | --- | --- | -- | -- | - | - | ----- | -- |
| 13 | «Старт»            |     | 6:3 | 6:2 | 7:1 | 5:2 | 3:0  | 8:2 | 4:4 | 14 | 11 | 1 | 2 | 72:32 | 34 |
| 14 | «Водник»           | 0:3 |     | 4:3 | 8:5 | 6:1 | 10:1 | 6:2 | 6:3 | 14 | 10 | 0 | 4 | 60:42 | 32 |
| 15 | «Динамо-Сыктывкар» | 3:1 | 3:4 |     | 3:1 | 3:1 | 7:2  | 6:2 | 6:5 | 14 | 7  | 0 | 7 | 47:54 | 21 |
| 16 | «Саяны»            | 2:5 | 4:2 | 9:1 |     | 3:2 | 4:2  | 9:2 | 4:2 | 14 | 6  | 2 | 6 | 49:48 | 20 |
| 17 | «Металлург»        | 3:5 | 4:0 | 7:4 | 1:1 |     | 3:2  | 5:1 | 1:7 | 14 | 5  | 3 | 6 | 41:47 | 18 |
| 18 | «АМНГР-Мурман»     | 3:2 | 4:5 | 4:1 | 3:3 | 6:6 |      | 6:0 | 5:3 | 14 | 4  | 2 | 8 | 44:56 | 14 |
| 19 | «СКА-Свердловск»   | 1:8 | 1:3 | 4:5 | 3:1 | 1:1 | 4:3  |     | 7:2 | 14 | 4  | 1 | 9 | 34:66 | 13 |
| 20 | «Маяк»             | 6:9 | 2:3 | 4:0 | 6:2 | 3:4 | 5:3  | 3:4 |     | 14 | 4  | 1 | 9 | 56:58 | 13 |

Курсивом отмечены результаты матчей первого этапа, идущие в зачёт второго

## Сводная таблица чемпионата
| Команда                               | И  | В  | Н | П  | М            | О  |
| ------------------------------------- | -- | -- | - | -- | ------------ | -- |
| 1. «Динамо» (Москва)                  | 30 | 29 | 0 | 1  | 341-109=+232 | 87 |
| 2. «Зоркий» (Красногорск)             | 30 | 26 | 0 | 4  | 188-79=+109  | 78 |
| 3. «Кузбасс» (Кемерово)               | 30 | 24 | 0 | 6  | 198-107=+91  | 72 |
| 4. «Родина» (Киров)                   | 30 | 16 | 4 | 10 | 157-129=+28  | 52 |
| 5. СКА-«Нефтяник» (Хабаровск)         | 30 | 17 | 3 | 10 | 153-111=+42  | 54 |
| 6. «Ракета» (Казань)                  | 30 | 14 | 8 | 8  | 148-122=+26  | 50 |
| 7. «Сибсельмаш» (Новосибирск)         | 30 | 13 | 8 | 9  | 97-110=-13   | 47 |
| 8. «Байкал-Энергия» (Иркутск)         | 30 | 13 | 2 | 15 | 134-157=-23  | 41 |
| 9. «Уральский трубник» (Первоуральск) | 30 | 14 | 3 | 13 | 153-119=+34  | 45 |
| 10. «Енисей» (Красноярск)             | 30 | 12 | 3 | 15 | 124-126=-2   | 39 |
| 11. «Волга» (Ульяновск)               | 30 | 11 | 4 | 15 | 111-173=-62  | 37 |
| 12. «Лесохимик» (Усть-Илимск)         | 30 | 6  | 4 | 20 | 81-160=-79   | 22 |
| 13. «Старт» (Нижний Новгород)         | 26 | 14 | 1 | 11 | 108-117=-9   | 43 |
| 14. «Водник» (Архангельск)            | 26 | 12 | 1 | 13 | 93-111=−18   | 43 |
| 15. «Динамо» (Сыктывкар)              | 26 | 7  | 0 | 19 | 80-161=-81   | 21 |
| 16. «Саяны» (Абакан)                  | 26 | 7  | 4 | 15 | 80-109=-29   | 25 |
| 17. «Металлург» (Братск)              | 26 | 6  | 3 | 17 | 65-116=-51   | 21 |
| 18. АМНГР (Мурманск)                  | 26 | 4  | 3 | 19 | 80-158=-78   | 15 |
| 19. «СКА-Свердловск» (Екатеринбург)   | 26 | 5  | 1 | 20 | 56-140=-84   | 16 |
| 20. «Маяк» (Краснотурьинск)           | 26 | 7  | 2 | 17 | 89-122=-33   | 23 |

## Составы команд и авторы забитых мячей
Чемпионы России
1. «Динамо» (Москва) (23 игрока): Денис Половников (12; −27; 1), Кирилл Хвалько (22; −52; 0), Андрей Рейн (9; −30; 0) − Свен Маркус Бергвалл (27; 17; 1), Василий Грановский (27; 1; 1), Андрей Золотарёв (27; 2; 5), Евгений Иванушкин (28; 66; 12), Сергей Ломанов-мл. (27; 56; 25), Иван Максимов (29;, 30; 33), Сергей Обухов (27; 63; 15), Кирилл Петровский (26; 14; 6), Юрий Погребной (25; 6; 7), Дмитрий Савельев (27; 3; 12), Михаил Свешников (25; 18; 52), Дмитрий Стариков(27; 5; 4), Александр Тюкавин (22; 10; 11), Александр Усов (26; 0; 2), Павел Франц (24; 0; 21), Максим Чермных (29; 26; 30), Виктор Чернышёв (12; 4; 2), Шамсутов Ринат (26; 19; 21). В команде также выступали Александр Опарин (1; 0; 0) и Константин Поскрёбышев (1; 0; 0). 1 мяч в свои ворота забил Роман Макаренко «Сибсельмаш» (Новосибирск).
Серебряные призёры
2. «Зоркий» (Красногорск) (27 игроков): Андрей Анисимов (16; −41; 2), Александр Евтин (17; −38; 1), Вилле Аалтонен (27; 16; 3), Сергей Бурлаков (30; 6; 14), Валерий Грачёв (25; 7; 36), Алексей Доровских (29; 7; 4), Пётр Захаров (30; 6; 5), Сами Лаакконен (26; 60; 7), Логинов Юрий (29; 12; 1), Даниэль Моссберг (25; 4; 11), Александр Патяшин (29; 18; 7), Ёран Розендаль (27; 4; 9), Евгений Хвалько (29; 15; 4), Олег Чубинский (29; 0; 1), Юрий Шардаков (25; 5; 4), Евгений Швецов (29; 10; 16), Улов Энглунд (25; 0; 0), Стефан Эрикссон (26; 11; 3). В команде также выступали Николай Ануфриев (3; 1; 0), Константин Волочугин (1; 0; 0), Дэвид Карлссон (7; 4; 0), Денис Котков (10; 1; 0), Валерий Липатенков (1; 0; 0), Антон Орловский (5; 0; 0), Максим Пьянов (1; 1; 0), Пётр Цыганенко (2; 0; 0), Андреас Эскхульт (7; 0; 2).
Бронзовые призёры
3. «Кузбасс» (Кемерово) (20 игроков): Роман Гейзель (27; −88; 2), Сергей Морозов (13; −19; 0) − Иван Бойко (28; 1; 1), Денис Борисенко (30; 0; 1), Павел Булатов (27; 0; 1), Сергей Дубинин (30; 0; 1), Александр Ким (29; 6+1; 5), Семен Козлов (30; 0; 2), Денис Криушенков (29; 9; 20+1), Вячеслав Морзовик (29; 3; 2+3), Алексей Мясоедов (29; 10; 8+1), Павел Рязанцев (30; 49+4; 19+1), Антон Савлук (30; 3; 0+1), Александр Сапега (28; 29+1; 5), Вадим Стасенко (30; 43+3; 6), Марат Сыраев (30; 4; 9), Сергей Тарасов (30; 36+1; 6+1), Павел Тетерин (30; 5; 28). В команде также выступали Андрей Селиванов (13; 0; 1) и Владимир Фисенко (1; 0; 0). Курсивом приплюсованы мячи, забитые игроками «Кузбасса» в аннулированном матче со «СКА-Забайкальцем», а также голевые передачи, сделанные в этом же матче.
4. «Родина» (Киров) (20 игроков): Дмитрий Вершинин (24; −104; 0), Николай Зыкин (6; −25; 0) − Вячеслав Бронников (29; 47+2; 17+1), Алексей Бушуев (22; 7+1; 8+1), Михаил Добрынин (28; 0; 0), Александр Дудин (26; 3+1; 4), Дмитрий Евтюшин (29; 8; 5), Михаил Жданов (29; 3; 3), Константин Зубарев (29; 13+1; 8), Андрей Клабуков (21; 0; 1), Алексей Ланских (29; 6; 1), Мороков Андрей (29; 17; 8), Михаил Мохов (26; 1; 0), Сергей Перминов (29; 26+1; 8), Александр Ронжин (26; 2; 0), Александр Симонов (28; 1; 18), Денис Слаутин (29; 14; 11+1), Павел Чарушин (28; 1; 0), Дмитрий Черепанов (29; 1; 17), Сергей Шабуров (21; 7; 12). Курсивом приплюсованы мячи, забитые игроками «Родины» в аннулированном матче с «Водником», а также голевые передачи, сделанные в этом же матче.
5. СКА-«Нефтяник» (Хабаровск) (23 игрока): Владимир Шестаков (16; −41; 0), Виктор Яшин (16; −62; 0) − Максим Гавриленко (30; 11+1; 33+3), Константин Ерёменко (30; 4+1; 1), Станислав Исмагилов (30; 10+1; 2), Сергей Каргаполов (30; 1; 1), Андрей Ковалёв (25; 5; 0), Максим Кошелев (28; 2+1; 5+2), Денис Корев (30; 1; 2)), Евгений Корев (30; 4; 36+1), Евгений Маврин (25; 16+1; 6+3), Дмитрий Попов (30; 20+1; 4), Сергей Рогулёв (30; 13; 7), Максим Рязанов (25; 0; 1+1), Юрий Соколов (30; 0; 0), Евгений Стеблецов (30; 16+1; 6+1), Анатолий Суздалев (30; 8; 12+1), Михаил Тюко (30; 4+1; 3), Сегей Юсупов (30; 38+6; 3). Курсивом приплюсованы мячи, забитые в аннулированных матчах со «СКА-Забайкальцем», а также голевые передачи, сделанные в этих матчах. В команде также выступали Фёдор Митрофанов (1; 0; 0, Павел Пермин (2; 0; 0) и вратари Олег Андрющенко (5; −6; 0) и Андрей Маслов (1; −2; 0).
6. «Динамо» (Казань) (23 игрока): Андреас Бергвалл (25; −89; 4) − Игорь Агапов (25; 6; 1), Андрей Бегунов (29; 6; 5), Алексей Гладышев (29; 8; 5), Алексей Загарских (27; 3; 3), Тууре Петтери Лампинен (28; 2; 15), Игорь Ларионов (29; 23; 3), Сергей Лихачёв (26; 2; 1), Юрий Никульшин (25; 0; 2), Максим Пахомов (29; 25; 7), Константин Поскрёбышев (26; 0; 4), Эдуард Саксонов (30; 0; 0), Константин Стебихов (30; 0; 0), Пер Юэл Густав Хелльмюрс (26; 8; 30), Сергей Харитонов (29; 52; 8), Виктор Чернышёв (20; 12; 10), Алексей Чижов (30; 1; 2), Юрий Шкурко (30; 0; 2). В команде также выступали Максим Исаев (1; 0; 0), Артём Платонов (5; 0; 0), Денис Самойлов (1; 0; 0) и вратари Косынчук Александр (5; −27; 0) и Владимир Щепалин (2; −6; 0).
7. «Сибсельмаш» (Новосибирск) (22 игрока): Дмитрий Анфиногенов (17; −41; 1), Сергей Наумов (14; −69; 0) − Вячеслав Быков (30; 0; 1), Игорь Войтович (30; 3; 5), Алексей Голитаров (30; 11; 3), Михаил Клянин (29; 171; 9+1), Евгений Конин (30; 0; 0), Евгений Леонов (30; 8+1; 5), Роман Макаренко (30; 0; 0), Николай Мельников (30; 0; 3), Денис Потёмин (30; 1; 6), Евгений Свиридов (29; 7; 0), Игорь Сычёв (30; 3; 5), Сергей Таранов (30; 19; 4), Денис Турков (30; 111; 6+1), Дмитрий Чехутин (30; 11+1; 1+1), Шадрин Евгений (30; 4+1; 9+2), Сергей Швырёв (30; 0; 12). Курсивом приплюсованы мячи, забитые в аннулированном матче с командой «СКА-Забайкалец», а также голевые передачи, сделанные в этом матче. В команде также выступали Павел Анисимов (3; 0; 0), Ишкельдин Максим (14; 2; 0), Андрей Могильников (4; 0; 0) и Евгений Сосницкий (5; 0; 0).
8. «Байкал-Энергия» (Иркутск) (27 игроков): Алексей Негрун (14; −57; 1), Алексей Савельев (17; −95; 1) − Сергей Артёменко (29; 3; 7), Максим Блем (30; 4; 0), Андрей Веселов (16; 0; 5), Александр Захваткин (22; 0; 2), Николай Кадакин (22; 9; 11), Роман Мурзин (24; 20; 5), Александр Насонов (25; 49; 15), Василий Никитин (28; 2; 13), Данила Савченко (26; 5; 1), Константин Савченко (29; 8; 21), Дмитрий Солодов (26; 4; 3), Андрей Стольников (22; 1; 0), Юрий Тимофеев (25; 4; 1), Евгений Халдин (20; 0; 0), Виктор Черных (30; 0; 0), Максим Эйсбруннер (17; 0; 0), Евгений Яковлев (30; 24; 8). В команде также выступали Евгений Вахрин (2; 0; 0), Станислав Говорков (1; 0; 0), Никита Ерахтин (3; 0; 0), Игорь Иванов (10; 1; 0), Денис Нохрин (6; 0; 0), Игорь Родионов (9; 0; 0), Алексей Сухарев (9; 0; 0) и вратарь Илья Новицкий (2; −5; 0).
9. «Уральский трубник» (Первоуральск) (25 игроков): Тимо Оксанен (26; −96; 5), Антон Мокеев (9; −18; 0), Сергей Саблин (9; −5; 0) − Денис Варлачёв (30; 2; 21), Александр Воронковский (27; 0; 4), Артём Вшивков (30; 26; 5), Андрей Кислов (30; 0; 4), Дмитий Константинов (30; 10; 0), Евгений Кукс (30; 13; 3), Вячеслав Маркин (30; 6; 11), Сергей Почкунов (30; 41; 4), Дмитрий Разуваев (29; 8; 1), Мартин Рёинг (29; 5; 4), Александр Савельев (30; 4; 3), Калле Спьюит (29; 25; 8), Робин Сундин (29; 2; 15), Дмитрий Сустретов (30; 8; 4), Олег Хайдаров (30; 1; 17), Павел Чучалин (26; 1; 3), Павел Якушев (30; 1; 0). В команде также выступали Дмитий Ваганов (1; 0; 0), Андрей Орлов (6; 0; 0), Константин Пепеляев (1; 0; 0), Михаил Рябков (1; 0; 0), Дмитрий Сафиуллин (1; 0; 0).
10. «Енисей» (Красноярск) (24 игрока): Евгений Борисюк (20; −90; 0), Роман Черных (11; −36; 0) − Константин Ахлестин (30; 3; 3), Сергей Большаков (30; 5; 3), Артём Бондаренко (29; 28; 5+1), Юрий Викулин (29; 12; 6), Андрей Воробьёв (30; 3; 2), Михаил Губкин (25; 0; 0), Дмитрий Завидовский (30; 10+1; 13), Олег Земцов (28; 4+1; 2)), Артём Иванов (28; 2; 0), Виталий Лабун (18; 0; 0), Антон Нагуляк (30; 3; 13), Виктор Осипов (26; 1; 0), Михаил Пыдык (29; 0; 20+1), Алексей Садовский (29; 18; 4), Антон Храпенков (30; 13; 4), Алексей Щеглов (30; 13+1; 6), Иван Щеглов (30; 8; 3), Дмитрий Щетинин (16; 0; 4). Курсивом приплюсованы мячи, забитые в аннулированном матче со «СКА-Забайкалец»", а также голевые передачи, сделанные в этом матче. В команде также выступали Дмитрий Милованов (11; 0; 0), Александр Садырин (6; 0; 0), Олег Толстихин (11; 0; 0) и Егор Шицко (2; 1; 0).
11. «Волга» (Ульяновск) (24 игрока): Константин Кравец (7; −57; 0), Михаил Лебедев (23; −112, 1) − Андрей Балыкин (30; 3; 2), Сергей Горчаков (30; 2; 3), Виталий Грачёв (28; 1; 1), Юрий Карсаков (18; 0; 0), Дмитрий Юрьевич Козлов (20; 1; 2), Олег Кулаев (20; 7; 1), Валерий Люлюмов (26; 17; 2), Виталий Макаров (26; 10; 17), Андрей Макуненков (25; 4; 1), Алексей Мосягин (28; 4; 0), Дмитрий Оськин (24; 3; 2), Валерий Проурзин (22; 9; 0), Сергей Улазов (29; 20; 3), Игорь Уфандеев (29; 5; 18), Алексей Федосов (29; 14; 12), Денис Цыцаров (29; 10; 1). В команде также выступали Румиль Галиуллин (14; 1; 0), Николай Кулагин (10; 0; 2), Денис Максименко (10; 0; 0), Вячеслав Петров (13; 0; 1), Равиль Сиразетдинов (4; 0; 0) и вратарь Максим Москвичёв (2; −4; 0).
12. «Лесохимик» (Усть-Илимск) (21 игрок): Денис Рысев (28; −139; 0) − Александр Волков (24; 4; 0), Егор Горностаев (29; 6; 0+1), Сергей Ирисов (30; 13+1; 12), Иван Козлов (30; 1; 5+1), Евгений Колосов (27; 18+2; 4), Дмитрий Коропоткин (20; 3; 0), Иван Лёвин (23; 0; 1), Максим Матвеев (30; 0; 0), Сергей Махнач (19; 4; 3), Алексей Москвитин (30; 10; 3), Игорь Невидимов (27; 0; 2), Сергей Поркулевич (30; 5; 17+1), Александр Прасолов (30; 5+1; 3), Роман Сироткин (30; 1; 1), Михаил Цывунин (30; 6; 2). 1 мяч в свои ворота забил Андрей Веселов «Байкал-Энергия». Курсивом приплюсованы мячи, забитые в аннулированном матче со «СКА-Забайкальцем»", а также голевые передачи, сделанные в этом матче. В команде также выступали Евгений Казаев (11; 0; 1), Роман Михеев (9; 0; 0), Василий Савин (12; 0; 0), Роман Ташкинов (9; 4; 0) и вратарь и Максим Царёв (5; −21; 0).
13. «Старт» (Нижний Новгород) (23 игрока): Роман Тимофеев (17; −50; 0), Евгений Шайтанов (11; −67; 1) − Александр Аншуков (26; 0; 0), Леонид Бедарев (24; 9; 13), Павел Гаврилов (24; 19; 14), Сергей Гаврилов (26; 6; 2), Руслан Галяутдинов (26; 9; 8), Дмитрий Козин (25; 9; 3), Алексей Котельников (17; 0; 0), Игорь Леденцов (26; 0; 5), Евгений Мастрюков (26; 27; 3), Сергей Покидов (23; 1; 1), Антон Рычагов (26; 15; 1), Олег Рязанов (26; 4; 3), Николай Синьков (24; 0; 1), Дмитрий Чекулаев (26; 1; 4), Евгений Черепанов (26; 4; 11), Андрей Шулаев (24; 4; 2), Михаил Щитов (26; 0; 0). В команде также выступали Евгений Дурыничев (10; 0; 0), Олег Пивоваров (8; 0; 0), Роман Спиридонов (4; 0; 0) и Ренат Халиуллин (7; 0; 0).
14. «Водник» (Архангельск) (24 игрока): Всеволод Харчев (12; −59; 0), Максим Юмин (12; −48; 0) − Александр Антонов (20; 1; 0), Павел Барсуков (22; 4; 2), Александр Березин (25; 5; 1), Александр Гаврилов (24; 21; 12), Евгений Дергаев (19; 71; 1), Виталий Клюшанов (25; 11; 5), Станислав Клюшанов (24; 7+1; 3), Игорь Коняхин (24; 0; 0), Дмитрий Логинов (19; 7; 2+1), Дмитрий Лыков (25; 12; 8), Евгений Перевощиков (25; 1; 12), Дмитрий Попутников (25; 4; 3), Юрий Радюшин (25; 14+1; 6+1), Роман Сухоруков (25; 0; 2), Александр Труфанов (14; 5; 3), Евгений Шихирин (25; 10; 3), Николай Ярович (24; 3; 4). Курсивом приплюсованы мячи, забитые в аннулированном матче с «Родиной», также голевые передачи, сделанные в этом же матче. В команде также выступали Сергей Калинин (3; 0; 0), Александр Кротов (3; 0; 0), Кирилл Незнамов (2; 0; 0), Илья Пономарёв (9; 0; 0) и вратарь Григорий Лапин (4; −4; 0).
15. «Динамо−Строитель» (Сыктывкар) (22 игрока): Эдуард Найденков (18; −96; 1), Андрей Слобожанинов (9; −65; 0) − Роман Бояринцев (26; 0; 1), Сергей Дёмин (25; 4; 0), Алексей Другов (20; 5; 2), Андрей Кабанов (10; 4; 0), Илья Крейк (26; 9; 1), Сергей Лушников (26; 0; 1), Алексей Лысак (26; 8; 7), Александр Мальцев (23; 1; 9), Руслан Нейфельд (26; 3; 16), Семён Подкин (26; 11; 3), Анптолий Порошков (25; 16; 6), Иван Пучков (18; 4; 0), Антон Рычков (26; 5; 2), Николай Семяшкин (17; 0; 0), Андрей Сюткин (26; 1; 1), Максим Фасхутдинов (26; 5; 1), Сергей Хрящёв (17; 4; 1). В команде также выступали Николай Кетов (3; 0; 0), Максим Матанцев (8; 0; 1) и Алексей Художилов (4; 0; 0).
16. «Саяны» (Абакан) (22 игрока): Дмитрий Атапин (11; −41; 0), Андрей Баландин (20; −68; 0) − Виталий Ахмеров (24; 1+1; 0), Дмитрий Бутаков (21; 0; 1), Игорь Вангонин (14; 2; 2), Денис Варламов (17; 0; 0), Константин Емельянов (16; 3; 1), Евгений Жаданов (21; 1; 3), Василий Жаукенов (26; 5; 2), Атон Комков (23; 3; 7+1), Егор Кохачёв (25; 0; 1, Евгений Кузнецов (25; 2; 1), Иван Кунстман (26; 11+1; 27+1), Максим Мороз (26; 1; 0), Александр Очеретяный (25; 4; 0), Анатолий Старых (16; 13; 4), Алексей Терентьев (22; 2; 3), Евгений Ткачук (26; 14+1; 4), Евгений Тюркин(26; 15+1; 2), Дмитрий Хомутов (24; 1; 1). Курсивом приплюсованы мячи, забитые в аннулированном матче со «СКА−Забайкальцем»", а также голевые передачи, сделанные в этом матче. В команде также выступали Дмитрий Коваль (9; 2; 0) и Дмитрий Обухов (6; 0; 0).
17. «Металлург» (Братск) (22 игрока): Олег Крутихин (17; −61; 0), Сергей Осипов (10; −55; 0) − Сергей Алексейкин (26; 7; 0), Алексей Баженов (13; 0; 0), Борис Вавилов (26; 11; 0), Дмитрий Власов (26; 0; 1), Евгений Волков (14; 2; 1), Евгений Евстигнеев (26; 9; 1), Максим Комаров (14; 1; 0), Иван Макаров (26; 6; 2), Игорь Осипов (23; 4; 10), Роман Сараев (18; 0; 0), Евгений Сысоев (26; 4; 0), Алексей Усьянцев (18; 2; 5), Андрей Хлюпин (26; 12; 2), Евгений Щеглов (26; 2; 18), Антон Царёв (23; 1; 1), Марат Юмангулов (13; 3; 0). В команде также выступали Михаил Ефимов (4; 0; 0), Михаил Зарубин (5; 0; 0), Виталий Карымов (7; 0; 0) и Андрей Котачёв (12; 0; 2). 1 мяч в свои ворота забил Николай Мельников «Сибсельмаш» (Новосибирск).
18. «АМНГР» (Мурманск) (20 игроков): Дмитрий Озерский (21; −99; 0), Александр Осипов (8; −59; 0) − Владимир Архипов (19; 7; 3), Антон Батраков (26; 0; 0), Николай Боровиков (25; 1; 1), Сергей Герасимов (11; 1; 0), Алексей Горохов (26; 12; 13), Михаил Жмуцкий (25; 3; 16), Николай Изотов (26; 8; 18),Андрей Киселёв (22; 7; 2), Александр Клыпин (26; 2; 2), Максим Лоханов (13; 0; 0), Андрей Марковиченко (26; 2; 3), Андрей Мытник (24; 0; 0), Юрий Помазан (22; 13; 1), Константин Северин (11; 0; 0), Илья Сысоев (25; 3; 0), Юрий Токаев (23; 0; 2), Сергей Чернецкий (22; 8; 1), Пётр Широков (25; 13; 1).
19. «СКА-Свердловск» (Екатеринбург) (20 игроков): Максим Перасимов (23; −101; 0), Борис Селиванов (8; −39; 0) − Артём Ахметзянов (26; 0; 4), Владимир Добрынин (26; 2; 0), Денис Князев (16; 0; 1), Евгений Крячко (26; 4+1; 3), Сергей Кузнецов (26; 0; 0), Тимур Кутупов (26; 1; 4+1), Юрий Маринов (26; 5; 2), Ян Муравский (26; 3; 2+1), Виталий Поздняков (23; 14+1; 1), Артём Попков (14; 0; 0), Александр Пчелинцев (25; 1; 0), Дмитрий Степченков (26; 10+1; 9), Дмитрий Черных (25; 0; 0, Алексей Шевченко (26; 9+1; 2), Максим Ширяев (26; 6+1; 3+1). В команде также выступали Евгений Ларигин (12; 0; 0), Антон Мартынюк (10; 0; 0) и Алексей Соколов (1; 0; 0). 1 мяч в свои ворота забил Семён Козлов «Кузбасс» (Кемерово). Курсивом приплюсованы мячи, забитые в аннулированном матче с «СКА−Забайкальцем», а также голевые передачи, сделанные в этом матче.
20. «Маяк» (Краснотурьинск) (23 игрока): Николай Митрошенко (1; −2; 0), Александр Морковкин (18; −76; 0), Илья Куйвашев (10; −44; 1) − Алексей Белов (26; 11+3; 8), Андрей Герасимов (20; 24+1; 2+1), Павел Дубовик (26; 5; 4+2), Евгений Игошин (25; 21+2; 5), Михаил Коптий (26; 2; 0), Михаил Красиков (24; 2; 0+1), Александр Кузнецов (26; 4; 6+1), Григорий Липин (26; 1; 1), Фёдор Миронов (21; 4+1; 3), Денис Непогодин (25; 0; 0), Антон Оппенлендер (24; 0; 2, Константин Пепеляев (26; 0; 9), Максим Семёнов (26; 0; 0), Александр Фишер (14; 0; 0), Владимир Чарыков (26; 8+2; 0), Дмитрий Чулочников (26; 4+2; 18+1). Курсивом приплюсованы мячи, забитые в аннулированном матче со «СКА−Забайкальцем»", а также голевые передачи, сделанные в этом матче. В команде также выступали Александр Антипов (11; 2; 0), Сергей Кем (4; 1; 0), Кирилл Магасумов (6; 0; 0), Алексей Сердюк (8; 0; 0).
СКА «Забайкалец-Энергия» (Чита) (25 игроков): Алексей Бажутов, Дмитрий Сергеев, Александр Темников − Алексей Баженов, Игорь Вангонин (1; 4), Евгений Волков, Михаил Ефимов (4), Вячеслав Затыкин, Александр Захваткин (3), Роман Козулин, Максим Комаров, Виталий Крюков, Алексей Кузьмин (0; 2), Василий Кучин, Виталий Лабун (1; 3)), Василий Леви, Сергей Махнач (3; 1), Эдуард Патрушев (1; 1), Алексей Петров (0; 1), Александр Свиридов, Дмитрий Соколов (4), Анатолий Старых (3), Александр Труфанов (3), Алексей Трухин, Артур Целлер (2; 1). (Для команды СКА «Забайкалец-Энергия» (Чита) приведены количество забитых мячей и голевых передач в аннулированных матчах).
- Первая цифра в скобках после фамилии игрока обозначает количество сыгранных матчей, вторая-количество забитых, (а для вратарей-пропущенных) мячей, а третья — количество голевых передач.

Лучший бомбардир — Евгений Иванушкин, «Динамо» (Москва) — 66 мячей.
По итогам сезона определён список 22 лучших игроков.